# تشارلز ديكنز
تشارلز جون هوفام ديكنز (بالإنجليزية: Charles John Huffam Dickens)‏ (7 فبراير 1812 – 9 يونيو 1870)، والمعروف باسمه الأدبي تشارلز ديكنز (بالإنجليزية: Charles Dickens)‏، وهو روائي، وناقد اجتماعي، وكاتب إنجليزي. يُعدّ بإجماع النُّقّاد أعظم الروائيين الإنجليز في العصر الفيكتوري، ولا يزال كثيرٌ من أعماله تحتفظ بشعبيّته حتى اليوم. تميَّز أسلوبه بالدُّعابة البارعة، والسخرية اللاذعة. صوَّر جانباً من حياة الفقراء، وحمل على المسؤولين عن المياتم، والمدارس، والسجون حملةً شعواء. من أشهر آثاره: أوليفر تويست (بالإنجليزية: Oliver Twist)‏ (عام 1839)، وقصة مدينتين (بالإنجليزية: A Tale of Two Cities)‏ (عام 1859)، وأوقات عصيبة، ونقلهما إلي العربية منير البعلبكي، ودايفيد كوبرفيلد (عام 1850).
وهو (عضو الجمعية الملكية للفنون) (بالإنجليزية: Charles John Huffam Dickens)‏ روائي إنكليزي من أكثر كُتّاب العصر الفيكتوري شعبية وناشط اجتماعي، وعُرف باسمٍ مستعار هو «بوز».توفي بسبب أزمة دماغية حادة.
مجّد الناقدان غيورغ غيسنغ وجي. كيه. تشسترتون أستاذية ديكنز النثرية، وابتكاراته المتواصلة لشخصيات فريدة، وقوة حسه الاجتماعية. لكن زملاؤه الأدباء مثل جورج هنري لويس وهنري جيمس وفرجينيا وولف عابوا أعماله لعاطفيتها المفرطة ومصادفاتها غير المحتملة، وكذلك بسبب التصوير المبالغ فيه لشخصياته.
بسبب شعبية روايات ديكنز وقصصه القصيرة فإن طباعتها لم تتوقف أبداً. ظهر عديد من روايات ديكنز في الدوريات والمجلات بصيغة مسلسلة أولاً، وكان ذلك الشكل المفضل للأدب وقتها. وعلى عكس الكثيرين من المؤلفين الآخرين الذين كانوا ينهون رواياتهم بالكامل قبل نشرها مسلسلة، فإن ديكنز كان غالباً يؤلف عمله على أجزاء بالترتيب الذي يُريد أن يظهر عليه العمل. أدت هذه الممارسة إلى إيجاد إيقاع خاص لقصصه يتميز بتتابع المواقف المثيرة الصغيرة واحداً وراء الآخر ليبقي الجمهور في انتظار الجزء الجديد.

## نشأته
ولد تشارلز جون هوفام ديكنز في (لاندبورت بورتسي) في جنوب إنجلترا عام 1812 م. لأبوين هما جون وإليزابيث ديكنز وكان ثاني أخوته الثمانية، وعاش طفولة بائسة لأن أباه كان يعمل في وظيفة متواضعه ويعول أسرته كبيرة العدد لهذا اضطر إلى السلف والدين ولم يستطع السداد فدخل السجن، لهذا اضطر لترك المدرسة وهو صغير وألحقه أهله بعمل شاق بأجر قليل حتى يشارك في نفقة الأسرة، وكانت تجارب هذه الطفولة التعسة ذات تأثير في نفسه فتركت انطباعات إنسانية عميقة في حسه والتي انعكست بالتالي على أعماله فيما بعد.

## طفولته وأثرها على كتاباته
وقد كتب تشارلز عن هذه الانطباعات والتجارب المريرة التي مرَّ بها في أثناء طفولته في العديد من قصصه ورواياته التي ألفها عن أبطال من الأطفال الصغار الذين عانوا كثيراً وذاقوا العذاب ألواناً وعاشوا في ضياع تام بسبب الظروف الاجتماعية الصعبة التي كانت سائدة في (إنجلترا) في عصره، ونجد أن شخصيته الرائعة تجلت بوضوح فنجده بالرغم من المشقة التي كان يعاني منها في طفولته إلا أنه كان يستغل أوقات فراغه من العمل الشاق، فينكب على القراءة والاطلاع على الكتب كما كان يحرص على التجول وحيداّ في الأحياء الفقيرة بمدينة الضباب المصنوع (لندن) حيث يعيش الناس حياة بائسة مريعة وخارجة عن القانون في بعض الأحيان. وكان قد تأثر بالقوانين الليبرالية في عصره فوصف بيوت العمل التي نشأت وفق قانون الفقراء الإنكليزي لسنة 1834 في روايته الشهيرة أوليفر توست
وفي العديد من القصص والروايات التي كانت من إبداعاته وصف ديكنز هذه الأحياء الفقيرة بكل تفاصيلها وبكل المآسي التي تدور فيها، وعندما وصل إلى سن العشرين تمكنت الأسرة أخيراً من إلحاقه بأحد المدارس ليكمل تعليمه.
وفي نفس الوقت كان يعمل مراسلاً لإحدى الجرائد المحلية الصغيرة لقاء أجر طفيف أيضاً، ولكنه لم يهتم بالأجر فلقد تفانى في هذا العمل الصحفي الذي كان بمثابة أولى خطواته لتحقيق أحلامه فقد كان بمثابة تمرين له على حرفة الأدب، ولقد أتاح له هذا العمل الصحفي أن يتأمل أحوال الناس على مختلف مستوياتهم الاجتماعية والأخلاقية فخرج بالعديد من التجارب الإنسانية والأخلاقية التي وسعت آفاقه ومداركه الأدبية والحياتية.

## أعماله المهمة
نشر ديكنز ما يزيد عن اثنتي عشرة رواية مهمة، وعدداً كبيراً من القصص القصيرة - من ضمنها عدد من القصص التي تدور حول ثيمة عيد الميلاد -، وعدداً من المسرحيات، كما أنه كتب كتباً غير خيالية. روايات ديكنز نُشرت مسلسلة في البداية في مجلات أسبوعية أو شهرية، ثم أعيدت طباعتها في هيئة كتب.
وفي سن الرابعة والعشرين بالتحديد في عام 1836 م. أصدر ديكنز أولى رواياته الأدبية والتي كانت بعنوان (مذكرات بيكويك) والتي لاقت نجاحاً ساحقاً بالفعل وجعلته من أكثر الأدباء الإنجليز شعبية وشهرة، ثم ازدادت شهرته في إنجلترا وخارجها عندما توالت أعماله في العالم بلغات مختلفة.
ومن أشهر رواياته التي اشتهرت عالمياً وتُرجمت لعدة لغات عالمية ونشرت عام 1861م هي رواية (الآمال العظيمة Great Expectations) وأصبحت محط أنظار السينمائيين ليصنعوا منها أكثر من 250 عمل مسرحي وتلفزيوني.

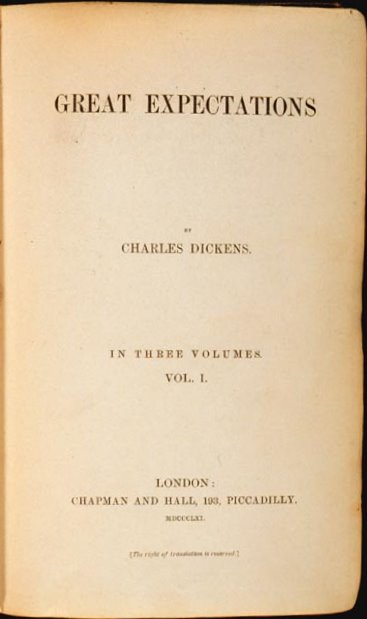
Dickens Great Expectations title page

## هدفه
قضى تشارلز معظم حياته في كتابة المقالات وتأليف الروايات والقصص القصيرة وإلقاء المحاضرات وكان يدعو باستمرار في أغلب أعماله إلى ضرورة الإصلاح الاجتماعي وإلى تدعيم المؤسسات الخيرية والصحية التي ترعى الفقراء من الناس.
ولقد آمن ديكنز بأن كل الأحوال المزرية والسيئة قابلة للإصلاح مهما كان مدى تدهورها، لهذا سخر قلمه البليغ للدعوة إلى تخليص المجتمع البشري مما يحيط به من شرور وأوضاع اجتماعية غير عادلة.

### روايات
نشر ديكنز أكثر من اثنتي عشرة روايات كبرى وأَقاصِيص، وعددًا كبيرًا من القصص القصيرة، وعدد من قصص عيد الميلاد، وحفنة من المسرحيات، والعديد من الكتب الواقعية. تم تسلسل روايات ديكنز في البداية في المجلات الأسبوعية والشهرية، ثم أعيد طبعها في تنسيقات الكتب القياسية.
- مذكرات بكوك (أوراق ما بعد الوفاة لنادي بيكويك؛ مسلسل شهري، أبريل 1836 حتى نوفمبر 1837)[6]
- أوليفر تويست (مغامرات أوليفر تويست؛ مسلسل شهري في منوعات بنتلي ،، فبراير 1837 حتى أبريل 1839)
- نيكولاس نيكلبي (حياة ومغامرات نيكولاس نيكلبي؛ مسلسل شهري، أبريل 1838 حتى أكتوبر 1839)
- متجر الفضول القديم (مسلسل أسبوعي في ساعة سيد همفري، أبريل 1840 إلى نوفمبر 1841)
- بارنابي ردج (بارنابي رودج: قصة أعمال شغب الثمانين؛ مسلسل أسبوعي في ساعة سيد همفري، فبراير إلى نوفمبر 1841)
- ترنيمة عيد الميلاد (ترنيمة عيد الميلاد في النثر: كونها قصة شبح لعيد الميلاد؛ 1843)
- مارتن تشيزلويت (حياة ومغامرات مارتن تشوزلويت؛ مسلسل شهري، يناير 1843 حتى يوليو 1844)
- دقات الأجراس (الأجراس: قصة عفريت لبعض الأجراس التي استمرت عامًا قديمًا وعامًا جديدًا في؛ 1844)
- صرار الليل على الموقد (صرار الليل على الموقد: حكاية خرافية عن الوطن؛ 1845)
- معركة الحياة (معركة الحياة: قصة حب؛ 1846)
- دومبي وابنه (التعامل مع شركة دومبي وابنه: البيع بالجملة والتجزئة والتصدير؛ مسلسل شهري، أكتوبر 1846 حتى أبريل 1848)
- الرجل الملبوس (الرجل الملبوس وصفقة الشبح: نزوة لوقت عيد الميلاد؛ 1848)
- ديفيد كوبرفيلد (التاريخ الشخصي والمغامرات والخبرة والملاحظة لديفيد كوبرفيلد الأصغر في بلندرستون روكري [الذي لم يقصد نشره على أي حساب]؛ مسلسل شهري، مايو 1849 حتى نوفمبر 1850)
- المنزل الكئيب (مسلسل شهري، مارس 1852 حتى سبتمبر 1853)
- أوقات عصيبة (الأوقات الصعبة: لهذه الأوقات؛ مسلسل أسبوعي في الكلمات المنزلية، 1 أبريل 1854 ، حتى 12 أغسطس 1854)
- دوريت الصغيرة (مسلسل شهري، ديسمبر 1855 حتى يونيو 1857)
- قصة مدينتين (مسلسل أسبوعي في على مدار العام، من 30 أبريل 1859 إلى 26 نوفمبر 1859)
- آمال عظيمة (مسلسل أسبوعي في على مدار العام، من 1 ديسمبر 1860 حتى 3 أغسطس 1861)
- صديقنا المشترك (مسلسل شهري، مايو 1864 حتى نوفمبر 1865)
- لغز إدوين درود (مسلسل شهري، أبريل 1870 حتى سبتمبر 1870)، تركت غير مكتملة بسبب وفاة ديكنز

### مجموعات قصصية
- إسكتشات بوز (1836)
- أوراق مدفوغ (1837) في مجلة بلينتيز ميليسني
- قطع أعيد طبعها (1861)

| قصص عيد الميلاد من مجلة هاوسهولد ووردز: - ما يكونه عيد الميلاد حين نشيخ (1851) - سلسلة حكايات قرب نار عيد الميلاد (1852) - سلسلة حكايات أخرى قرب نار عيد الميلاد (1853) - المسافرون الفقراء السبعة (1854) - نزل الشجرة المقدسة (1855) - دمار "ماري الذهبية" (1856) - أخطار سجناء إنكليز معينين (1857) - بيت ليُترك (1858) | قصص عيد الميلاد من مجلة أول ذي يير راوند: - البيت المسكون (قصة) (1859) - رسالة من البحر (1860) - أرض توم تريدلر (1861) - أمتعة شخص ما (1862) - مساكن السيدة ليريبر (1863) - ميراث السيدة ليريبر (1864) - وصفات الطبيب موريغولد (1865) - موغبي جنكشن (1866) - بلا شارع عام (1867) |

### كتب غير خيالية، مسرحيات، وأشعار
| - مغازلات القرية (مسرحيات, 1836) - الجنتلمان الإنكليزي العتيق (شعر, 1841) - ملاحظات أمريكية: للتمرير العام (1842) - صور من إيطاليا (1846) | - حياة سيدنا: كما كتبها لأطفاله (1849) - تاريخ طفل لإنكلترا (1853) - العمق المتجمد (مسرحية, 1857) - خطابات، رسائل وأقوال (1870) |

## وفاته
في عام 1870 مات تشارلز ديكنز عن عمر 58 عاماً بعد أن ترك للإنسانية هذا الكم الهائل من الكنوز الأدبية، و دُفِن في مدافن (وست مينستر آبي).

## ميزات كتاباته
- تصوير الواقع بشكل جذاب للقارئ.
- الوصف الدقيق للشخصيات.
- الوصف المفصل لمختلف الطبقات الاجتماعية.
- العاطفة وخصوصا الحزن والأسى في العديد من كتاباته.
- النقد البناء وعكس مشاكل الشارع مما أسهم في الإصلاح.

## وصلات خارجية
- تشارلز ديكنز على موقع IMDb (الإنجليزية)
- تشارلز ديكنز على موقع الموسوعة البريطانية (الإنجليزية)
- تشارلز ديكنز على موقع ميوزك برينز (الإنجليزية)
- تشارلز ديكنز على موقع قاعدة بيانات برودواي على الإنترنت (الإنجليزية)
- تشارلز ديكنز على موقع قاعدة بيانات الأفلام السويدية (السويدية)
- تشارلز ديكنز على موقع إن إن دي بي (الإنجليزية)
- تشارلز ديكنز على موقع ديسكوغز (الإنجليزية)
- تشارلز ديكنز على موقع قاعدة بيانات الفيلم (الإنجليزية)

1. ↑  ПроДетЛит (بالروسية), 17 сентября 2019, QID:Q124821483 {{استشهاد}}: تحقق من التاريخ في: |publication-date= (help)
2. ↑  هنري جيمس، "صديقنا المتباد"، الأمة, 21 ديسمبر 1865- مراجعة قاسية
3. ↑  "What the Dickens?"، سيمون سويفت. الغارديان، الأربعاء 18 ابريل 2007. "طباعة كتب ديكنز لم تتوقف أبداً." "نسخة مؤرشفة". مؤرشف من الأصل في 2012-12-24. اطلع عليه بتاريخ 2009-01-31.{{استشهاد ويب}}:  صيانة الاستشهاد: BOT: original URL status unknown (link)
4. ↑  "قذارة فيكتورية ومعدات تقنية متقدمة: افتتاح عالم ديكنز في إنكلترا". بلومبرغ نيوز. 23 مايو 2007. "لقد أنشأ بعضاً من الشخصيات التي لا يُمكن نسيانها في الأدب الإنكليزي، والتي لم تتوقف طباعتها أبداً لتتابع إحياء فقر لندن القرن التاسع عشر في أذهان الأجيال المستقبلية." نسخة محفوظة 14 مارس 2017 على موقع واي باك مشين.
5. ↑  ستون، هاري. ديكنز ملاحظات عمل لرواياته، شيكاغو, 1987
6. ↑  Johnson 1969 for the serial publication dates.